# Nikolàievka (Kursk)
Nikolàievka - Николаевка (rus) - és un poble a l'óblast de Kursk, a Rússia, que en el cens del 2010 tenia 33 habitants. Pertany al districte de Kastórnoie.